# Петер Кабат
Петер Кабат (мађ. Kabát Péter; Будимпешта, 25. септембар 1977) је бивши мађарски фудбалер који је играо на позицији нападача. Био је најбољи стрелац мађарског фудбалског првенства у сезони  2000/01.

## Клупска каријера
Био је најбољи стрелац мађарског првенства док је играо за Вашаш из Будимпеште у  сезони 2000/01, а 2002. године освојио је првенство и куп Бугарске са Левским из Софије. Кабат је први страни играч који је уписао три асистенције у А ПФГ, што је остварио 6. априла 2002. у победи Левског Софије над Славијом из Софије са резултатом од 3 : 1. Такође је играо за Гезтепе у турској другој лиги у сезони 2001/02. и за аустријску Аустрију Карнтен.
Дана 16. децембра 2010. када је играо за Дебрецин, Кабат је два пута постигао гол и помогао свом тиму да победи од 2 : 0 против италијанске У.Ц. Сампдорија. Ово су били први бодови које је тим из Дебрецина освојио у групној фази једног УЕФА турнира.
У јуну 2011, Кабат се вратио у свој претходни клуб, Ујпешт, а фудбалску каријеру је завршио 2017. године.

## Репрезентација
Кабат је свој први међународни меч имао на пријатељској утакмици 15. новембра 2000. у Скопљу у победи против Северне Македоније резултатом 1 : 0. За репрезентацију Мађарске Кабат је у периоду од 2000. па до 2006. године одиграо 15. званичних  и једну незваничну утакмицу и није постигао ниједан гол.

## Остварења

### Клуб
Левски Софија
- Прва лига Бугарске у фудбалу (1): 2001/02.
- Куп Бугарске у фудбалу (1): 2001/02.

Ујпешт
- Куп Мађарске у фудбалу (1): 2013/14.

### Индивидуално
- Најбољи стрелац Мађарске лиге: (1): 2000/01. (24. гола)

Дунафер
- НБ I:  
  - шампион: 1999/00.
  - друго место: 2000/01.
- Најбољи стрелац Мађарске лиге: : 1999/00., 2001/02.
- НБ II:
  - шампион: 1997/98.
- Куп Мађарске у фудбалу:  
  - првак: 2002/03., 2003/04.